# Universidad de Granada Rugby
El Universidad de Granada Rugby es la sección rugby dentro del Club Deportivo Universidad de Granada dependiente de la Universidad de Granada (España), que aglutina varias modalidades deportivas entre las que destacan, además de la mencionada, el voleibol o el waterpolo. La sección fue fundada en el 1969 y actualmente milita en la segunda categoría del rugby nacional, la División de Honor B, disputando sus encuentros como local en el campo de rugby de Fuentenueva.
Con la intención de facilitar la práctica del deporte oval a la comunidad universitaria, el C. D. Universidad de Granada Rugby tiene además de un equipo filial donde pueden iniciarse los interesados en practicar esta disciplina deportiva. Además, permite la práctica del rugby en los equipos de formación para los menores de 18, SUB18; menores de 16,  SUB16; menores de 14, SUB14; además de equipo Femenino de Rugby7 y escuelas de Rugby gradual con niños desde 4 años. (SUB6, SUB8, SUB10 y SUB12).
Prácticamente desde su fundación, la sección de Rugby C. D. Universidad de Granada, se interesó por la creación de  equipos de categorías inferiores  con la intención de facilitar la práctica del deporte oval y de incorporar estos jugadores  a sus equipos de liga universitarias y federadas en su momento. 
Siempre se ha  mantenido como un núcleo fundamental para la formación de jugadores del rugby  granadino.  Miles de jóvenes han pasado por ellas a lo largo de los casi 50 años que estas tienen, en ellas,  sus entrenadores han sabido inculcar y mantener el espíritu y valores de este deporte inquebrantables creando lealtades que se mantienen todavía hoy pasados muchos años se mantienen.
En los últimos 20 años y debido a los rápidos cambios de todo tipo que se producen en el mundo del rugby y no siendo el C.D. Universidad de Granada Rugby ajeno a estos, por el gran interés y demanda desde edades muy tempranas por la práctica del rugby y para poder atender todo este devenir, se crea una nueva estructura más adecuada a los tiempos y necesidades, la Escuela de Rugby del Club Deportivo Universidad de Granada.
Tiene esta sus inicios a finales de los noventa, promovida por entrenadores y jugadores veteranos del CD Universidad y otros clubes, interesados en fomentar la práctica de este por extensión de la cantera del mismo y «devolver al rugby lo que este les dio en su momento».
Posteriormente, una vez creada la Asociación de veteranos de Rugby de Granada Escorpiones en el año 2008, se conforma una estructura especifica de Escuela que inicia su labor ayudando también en las categorías inferiores desde los seis a los dieciocho años.
Fruto de esta colaboración lo atestiguan los más de 200 jugadores y jugadoras que forman parte de este proyecto deportivo actualmente.
Manager de estas escuelas cabe destacar la labor de Nacho Bullejos durante bastantes temporadas así como en esta 2019/2020 de Saul Meral. 
A lo largo de estos años han sido muchos los jugadores y jugadoras que han recibido una formación deportiva y unos valores, que esperamos hayan contribuido a su desarrollo personal.
Durante la temporada 2019/2020 el club gestiona 181 fichas solo de escuelas sin contar equipos Senior.

## Historia

### Temporada 2013/2011
La temporada arrancaba con la ilusión del que estrena categoría y la alegría de volver a una categoría nacional tras el descenso en los despachos. El grupo era consciente de la dificultad del reto sobre todo con las bajas de Pedro Martínez que jugaría en el Cajasol Ciencias sevillano y también la de Martín Fernández Foppoli, por otro lado, el equipo estaba de enhorabuena por el regreso de Pablo Sanz uno de los emblemas del club y la incorporación de otro producto de la cantera universitaria como Fernan Pérez que cambiarían la cara de la delantera.
La temporada fue transcurriendo con una línea bastante regular logrando victorias en casa y cayendo en cada una de las salidas. A pesar de todo y producto de una gran victoria a domicilio en Madrid frente al filial del Club de Rugby Cisneros, el equipo pudo afrontar el final de la liga con tranquilidad y logró el objetivo de la permanencia a falta de aún dos jornadas para finalizar la liga.
No contentos con eso y para finalizar la temporada en casa, se le brindó una sonora victoria a los aficionados frente al líder de la liga que llegaba invicto a Fuentenueva logrando además un punto bonus ofensivo. De esa manera se acababa esta primera temporada de regreso a la Primera Nacional en una buena 5ª posición.

### Temporada Infinito/Juicio Final
Con el objetivo de mejorar los resultados de la temporada anterior en el Grupo D de la Primera Nacional arrancaba una temporada que se presumiría larga pero que al mismo tiempo ilusionante. Un complicado inicio en el que tocaba abrir la temporada en casa contra el claro favorito para liderar el grupo, AD Ingenieros Industriales, no hizo más que motivar a un grupo que no tenía claro cuál podría ser su lugar en la clasificación.
Fueron pasando las jornadas y el equipo arlequinado se colocaba a rebufo de los madrileños en posición para clasificarse para la fase de ascenso a División de Honor B, pero aún tenían que distanciarse un poco tanto de CR Málaga como de Cisneros "B". Y así ocurrió gracias a la solidez defensiva mostrada por todo el equipo y al acierto al pie del irlandés Tiernan Patrick.
Una vez que se acabó la fase regular el sorteo deparó un enfrentamiento contra el líder del grupo B, donde el C.R. Sant Cugat logró imponerse en un grupo donde el que hasta la última jornada iba primero acabó fuera de la lucha por el ascenso. Tras una victoria de solo un ensayo en Fuentenueva, tocaba decidir quien lograría la plaza de ascenso en el campo de La Guinardera y tras un partido en el que el pateador local parecía decantar el choque y la eliminatoria, Damián Jurado lograba un ensayo a falta de solo 3 minutos de partido que colocaba la ventaja parcial catalana en solo 6 puntos y el pase en la eliminatoria para el equipo andaluz.
Tras esta primera fase de play-offs de ascenso, ahora tocaba medirse al conjunto gallego del Club de Rugby Arquitectura Técnica Coruña, (conocido rugbísticamente como C.R.A.T.). Ambos equipos decidieron que lo ideal en esta altura de temporada y habiendo logrado ambos el ascenso a la categoría de plata que lo más indicado era jugarse la eliminatoria en campo neutral a un solo enfrentamiento en lugar de la doble vuelta reglamentaria. Y fue aquí donde se acabaron las posibilidades de revancha para el Universidad de Granada de enfrentarse por el título de Campeón de Primera Nacional a los madrileños de AD Ingenieros Industriales a los que por poco, pero no se consiguió ganar en ninguno de los dos enfrentamientos ligueros.
En cualquier caso, la temporada había finalizado en lo que a competiciones de clubes se refería y se había conseguido un ascenso con el que posiblemente no contaban ni los más optimistas a principio de temporada que colocaba a los chicos entrenados por Manolo Conde en la categoría de plata tras 5 temporadas luchando en todas las categorías del rugby nacional.

## Jugadores Internacionales

### Selecciones absolutas
- Carlos Cachafeiro
- Sergio Padrisa
- José Luis Rodríguez

### Selecciones de formación
- Alberto Areñas
- Marcos de la Cueva
- Juan Gámez de Frutos
- Damián Jurado
- Ángel Lasala
- Herman Perdomo
- Javi Redondo
- Manu Villalobos